# Sun Cruise Resort & Yacht
Sun Cruise Resort & Yacht — отель в городе Чондончжин (англ. Jeongdongjin), Республика Корея.
Этот тематический отель в стиле круизного лайнера расположен на суше. Имеет 165 метров (541 футов) в длину и 45 метров (148 футов) в высоту, считается первым в своём роде.
Построенный на вершине утёса, отель возвышается над морем и создается впечатление, что корабль сел на мель. Создав данный гостиничный комплекс, ставший достопримечательностью, город приобрёл дополнительную популярность в стране и мире.
В отеле имеется 211 номеров, включая апартаменты; имеется шесть ресторанов, где подают блюда корейской и европейской кухни, и вращающийся бар на верхнем этаже, предоставляющий посетителям панорамный вид на горизонт. В спортивные сооружения входят поле для гольфа, волейбольная площадка и фитнес-клуб. Также имеется караоке-бар и бассейн с морской водой. Рядом с отелем расположен парк с ландшафтным садом, смотровой площадкой с прозрачным полом и озером.
Подобный тематический отель «Титаник» был открыт в Турции (Анталия) в 2003 году.